# دایکو ناگاتو
دایکو ناگاتو (انگلیسی: Daiko Nagato؛ زادهٔ ۶ آوریل ۱۹۴۸) تهیه‌کننده، تنظیم، آهنگساز، ترانه‌سرا، تنظیم اهل ژاپن است. وی از سال ۱۹۷۸ میلادی تاکنون مشغول فعالیت بوده‌است.